# 日銀特融
日銀特融（にちぎんとくゆう）とは、日本銀行が金融システムの信用維持を目的として、日本国政府からの要請に基づき、資金不足に陥った金融機関に対する、無担保・無制限に行う特別融資のことである。日本銀行の発動する最後の貸し手機能である。

## 概説
日本銀行法第37条と第38条に規定されており、第37条はコンピューターシステムの故障などで支払不能に陥った金融機関を、第38条は経営状態が悪化した金融機関を対象としており、その目的は金融システム全体の動揺を回避することにある。なお融資の際の金利等の条件については、事例毎に政策委員会において個別に決定される。
第二次世界大戦後の日本では1965年の証券不況の際、山一證券に対して初めて行われた。その後一連のバブル崩壊時の木津信用組合、コスモ信用組合、兵庫銀行、山一證券、北海道拓殖銀行の破綻の際にも発動された（旧日本銀行法第25条による特別融資）。正確には、旧日銀法25条では融資に限らず、出資や金銭譲与も理論的に可能である（実際に東京協和信用組合、安全信用組合では東京共同銀行に対して出資が行われた）。

## 基準
日本銀行では日銀特融発動を行うかどうかを判断する基準として、以下の4原則を示している。
1. システミック・リスクが顕現化する惧れがあること
2. 日本銀行の資金供与が必要不可欠であること
3. モラル・ハザード防止の観点から、関係者の責任の明確化が図られるなど適切な対応が講じられること
4. 日本銀行自身の財務の健全性維持に配慮すること